# World Masters di judo

Il World Masters di judo è una competizione annuale alla quale possono partecipare solamente i primi 36 classificati del ranking per categoria di peso, senza altri atleti di riserva. 

La nazione ospitante ha il diritto di presentare un minimo di 2 atleti in ogni categoria, anche se non presenti nei migliori 36.  

## Punti
Come in ogni torneo dell'IJF World Tour gli atleti guadagnano punti per la classifica mondiale. Il totale dei punti guadagnati cambia in base al piazzamento nella competizione
| Piazzamento | 1°   | 2°   | 3°  | 5°  | 7°  | 1/16 | Partecipazione |
| ----------- | ---- | ---- | --- | --- | --- | ---- | -------------- |
| Punti       | 1800 | 1260 | 900 | 648 | 468 | 288  | 200            |

## Edizioni
| Edizione | Anno | Date             | Località        | Paese         | Luogo                                    | # Continenti | # Nazioni | # Atleti | Rif.          |
| -------- | ---- | ---------------- | --------------- | ------------- | ---------------------------------------- | ------------ | --------- | -------- | ------------- |
| 1°       | 2010 | 16 - 17 gennaio  | Suwon           | Corea del Sud |                                          | 4            | 33        | 168      | [ 3 ] [ 4 ]   |
| 2°       | 2011 | 15 - 16 gennaio  | Baku            | Azerbaigian   | Heydar Aliyev Sports and Concert Complex | 4            | 41        | 205      | [ 5 ] [ 6 ]   |
| 3°       | 2012 | 14 - 15 gennaio  | Almaty          | Kazakistan    |                                          | 4            | 44        | 218      | [ 7 ] [ 8 ]   |
| 4°       | 2013 | 25 - 26 maggio   | Tyumen          | Russia        |                                          | 4            | 41        | 199      | [ 9 ] [ 10 ]  |
| 5°       | 2015 | 23 - 24 maggio   | Rabat           | Marocco       |                                          | 4            | 51        | 223      | [ 11 ] [ 12 ] |
| 6°       | 2016 | 27 - 29 maggio   | Guadalajara     | Messico       | Stadio Adolfo López Mateos               | 5            | 51        | 223      | [ 13 ] [ 14 ] |
| 7°       | 2017 | 16 - 17 dicembre | San Pietroburgo | Russia        | Palazzo sportivo Yubileyny               | 4            | 46        | 214      | [ 15 ] [ 16 ] |
| 8°       | 2018 | 15 - 16 dicembre | Guangzhou       | Cina          | Guangzhou Gymnasium                      | 5            | 53        | 231      | [ 17 ] [ 18 ] |
| 9°       | 2019 | 12 - 14 dicembre | Qingdao         | Cina          | Conson Gymnasium                         | 5            | 67        | 445      | [ 19 ] [ 20 ] |
| 10°      | 2021 | 11 - 13 gennaio  | Doha            | Qatar         | Lusail Sports Arena                      | 5            | 69        | 398      | [ 21 ] [ 22 ] |
| 11°      | 2022 | 20 - 22 dicembre | Gerusalemme     | Israele       | Pais Arena Jerusalem                     | 5            | 58        | 367      | [ 23 ] [ 24 ] |
| 12°      | 2023 | 4 - 6 agosto     | Budapest        | Ungheria      | László Papp Budapest Sports Arena        | 5            | 59        | 419      | [ 25 ] [ 26 ] |

## Albo d'oro

### Uomini
| Edizione | Anno | -60 kg              | -66 kg                       | -73 kg                | -81 kg             | -90 kg                  | -100 kg               | +100 kg            | Rif.          |
| -------- | ---- | ------------------- | ---------------------------- | --------------------- | ------------------ | ----------------------- | --------------------- | ------------------ | ------------- |
| 1°       | 2010 | Rishod Sobirov      | Sanjaasürengiin Miyaaragchaa | Bang Gui-Man          | Kim Jae-bum        | Takashi Ono             | Takamasa Anai         | Teddy Riner        | [ 27 ] [ 4 ]  |
| 2°       | 2011 | Rishod Sobirov      | Khashbaataryn Tsagaanbaatar  | Wang Ki-chun          | Elnur Mammadli     | Elxan Məmmədov          | Sergei Samoilovich    | Teddy Riner        | [ 28 ] [ 6 ]  |
| 3°       | 2012 | Arsen Galstyan      | Sanjaasürengiin Miyaaragchaa | Wang Ki-chun          | Elnur Mammadli     | Masashi Nishiyama       | Maxim Rakov           | Rafael Silva       | [ 29 ] [ 8 ]  |
| 4°       | 2013 | Naohisa Takato      | Sergey Lim                   | Sainjargal Nyam-Ochir | Ivan Nifontov      | Ilias Iliadis           | Elkhan Mammadov       | Adam Okruashvili   | [ 30 ] [ 10 ] |
| 5°       | 2015 | Naohisa Takato      | Georgii Zantaraia            | Denis Jarcev          | Takanori Nagase    | Beka Ghviniashvili      | Elmar Gasimov         | Teddy Riner        | [ 31 ] [ 12 ] |
| 6°       | 2016 | Orkhan Safarov      | An Ba-ul                     | Soichi Hashimoto      | Travis Stevens     | Mashu Baker             | Elmar Gasimov         | Daniel Natea       | [ 32 ] [ 14 ] |
| 7°       | 2017 | Ryuju Nagayama      | Ganboldyn Kherlen            | Soichi Hashimoto      | Khasan Khalmurzaev | Beka Ghviniashvili      | Varlam Liparteliani   | Guram Tushishvili  | [ 33 ] [ 16 ] |
| 8°       | 2018 | Robert Mshvidobadze | Joshiro Maruyama             | Rustam Orujov         | Takeshi Sasaki     | Nikoloz Sherazadishvili | Varlam Liparteliani   | Guram Tushishvili  | [ 34 ] [ 18 ] |
| 9°       | 2019 | Ryuju Nagayama      | Manuel Lombardo              | Soichi Hashimoto      | Matthias Casse     | Lasha Bekauri           | Michael Korrel        | Hisayoshi Harasawa | [ 35 ] [ 20 ] |
| 10°      | 2021 | Kim Won-jin         | An Ba-ul                     | An Chang-rim          | Tato Grigalashvili | Noël van 't End         | Varlam Liparteliani   | Teddy Riner        | [ 36 ] [ 22 ] |
| 11°      | 2022 | Lee Ha-rim          | Baruch Shmailov              | Daniel Cargnin        | Tato Grigalashvili | Sanshiro Murao          | Ilia Sulamanidze      | Tatsuru Saito      | [ 37 ] [ 24 ] |
| 12°      | 2023 | Ryuju Nagayama      | Ryoma Tanaka                 | Soichi Hashimoto      | Matthias Casse     | Lasha Bekauri           | Muzaffarbek Turoboyev | Martti Puumalainen | [ 38 ] [ 26 ] |

### Donne
| Edizione | Anno | -48 kg                 | -52 kg            | -57 kg                | -63 kg              | -70 kg            | -78 kg                | +78 kg            | Rif.          |
| -------- | ---- | ---------------------- | ----------------- | --------------------- | ------------------- | ----------------- | --------------------- | ----------------- | ------------- |
| 1°       | 2010 | Haruna Asami           | Misato Nakamura   | Kaori Matsumoto       | Yoshie Ueno         | Hwang Ye-sul      | Céline Lebrun         | Qin Qian          | [ 27 ] [ 4 ]  |
| 2°       | 2011 | Haruna Asami           | Misato Nakamura   | Telma Monteiro        | Gévrise Émane       | Lucie Décosse     | Yang Xiuli            | Megumi Tachimoto  | [ 28 ] [ 6 ]  |
| 3°       | 2012 | Tomoko Fukumi          | Yuka Nishida      | Kaori Matsumoto       | Yoshie Ueno         | Lucie Décosse     | Mayra Aguiar          | Qin Qian          | [ 29 ] [ 8 ]  |
| 4°       | 2013 | Hiromi Endo            | Majlinda Kelmendi | Dorjsürengiin Sumiyaa | Kana Abe            | Kim Polling       | Mayra Aguiar          | Yu Song           | [ 30 ] [ 10 ] |
| 5°       | 2015 | Mönkhbatyn Urantsetseg | Natalia Kuziutina | Dorjsürengiin Sumiyaa | Miku Tashiro        | Kim Polling       | Kayla Harrison        | Yu Song           | [ 31 ] [ 12 ] |
| 6°       | 2016 | Ami Kondo              | Misato Nakamura   | Dorjsürengiin Sumiyaa | Miku Tashiro        | Kim Polling       | Kayla Harrison        | Idalys Ortiz      | [ 32 ] [ 14 ] |
| 7°       | 2017 | Funa Tonaki            | Natalia Kuziutina | Dorjsürengiin Sumiyaa | Miku Tashiro        | Maria Portela     | Marhinde Verkerk      | Kim Min-jeong     | [ 33 ] [ 16 ] |
| 8°       | 2018 | Distria Krasniqi       | Natsumi Tsunoda   | Tsukasa Yoshida       | Clarisse Agbegnenou | Saki Niizoe       | Mami Umeki            | Akira Sone        | [ 34 ] [ 18 ] |
| 9°       | 2019 | Distria Krasniqi       | Ai Shishime       | Jin A Kim             | Nami Nabekura       | Kim Polling       | Fanny Estelle Posvite | Tessie Savelkouls | [ 35 ] [ 20 ] |
| 10°      | 2021 | Distria Krasniqi       | Amandine Buchard  | Tsukasa Yoshida       | Clarisse Agbegnenou | Yoko Ono          | Madeleine Malonga     | Romane Dicko      | [ 36 ] [ 22 ] |
| 11°      | 2022 | Shirine Boukli         | Distria Krasniqi  | Christa Deguchi       | Miku Tashiro        | Michaela Polleres | Alice Bellandi        | Romane Dicko      | [ 37 ] [ 24 ] |
| 12°      | 2023 | Wakana Koga            | Amandine Buchard  | Jessica Klimkait      | Laura Fazliu        | Sanne van Dijke   | Inbar Lanir           | Romane Dicko      | [ 38 ] [ 26 ] |